# 巴氏豆丁海馬
豆丁海馬（學名：Hippocampus bargibanti）又稱巴氏海馬，為輻鰭魚綱棘背魚目海龍魚科的其中一種。

## 分布
本魚目前只在中西太平洋區被發現，包括台灣，日本和印度尼西亞南部沿海地區，澳大利亞北部和新喀裡多尼亞的珊瑚礁和斜坡深度10（33英尺）到40（130英尺）之間都可發現豆丁海馬。

## 描述

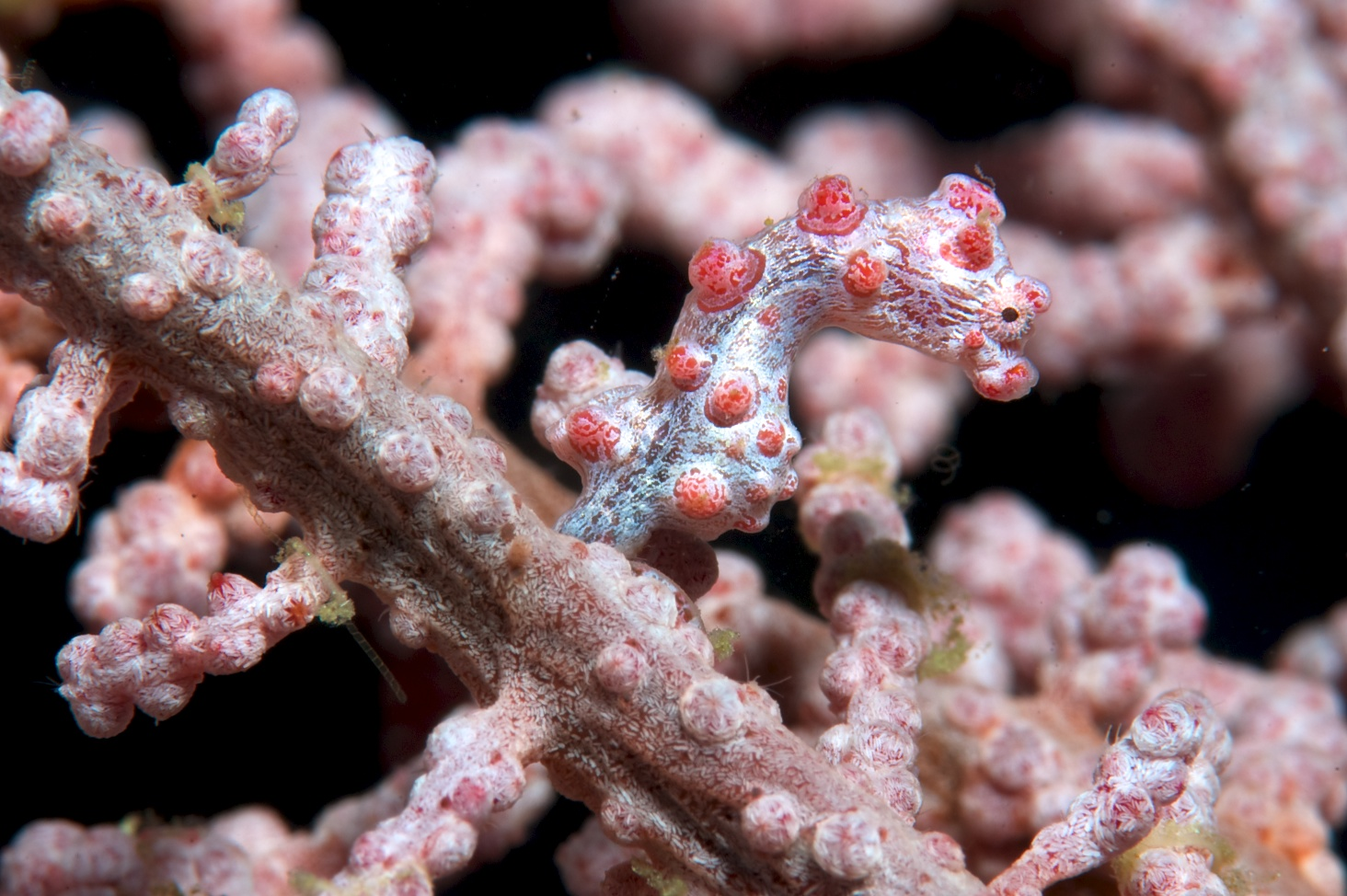
在珊瑚色的海扇上，豆丁海馬的保護色有非常好的偽裝效果。

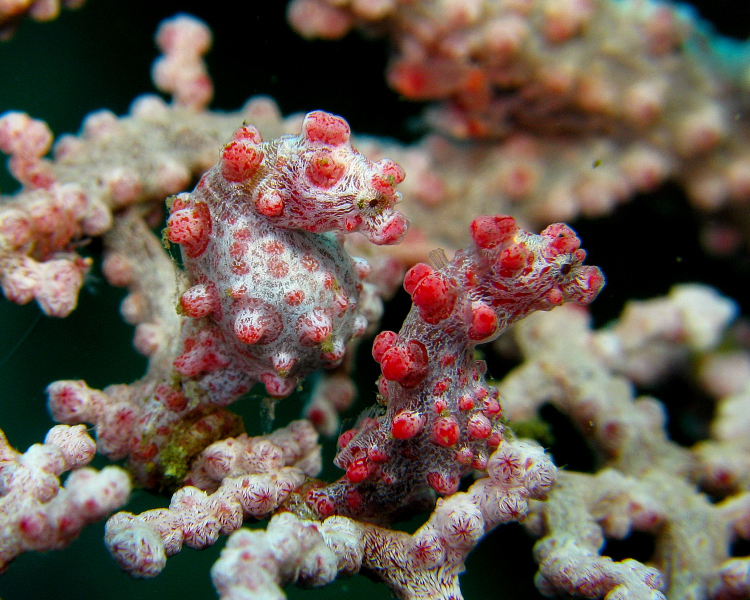
棲息在海扇上的巴氏豆丁海馬。

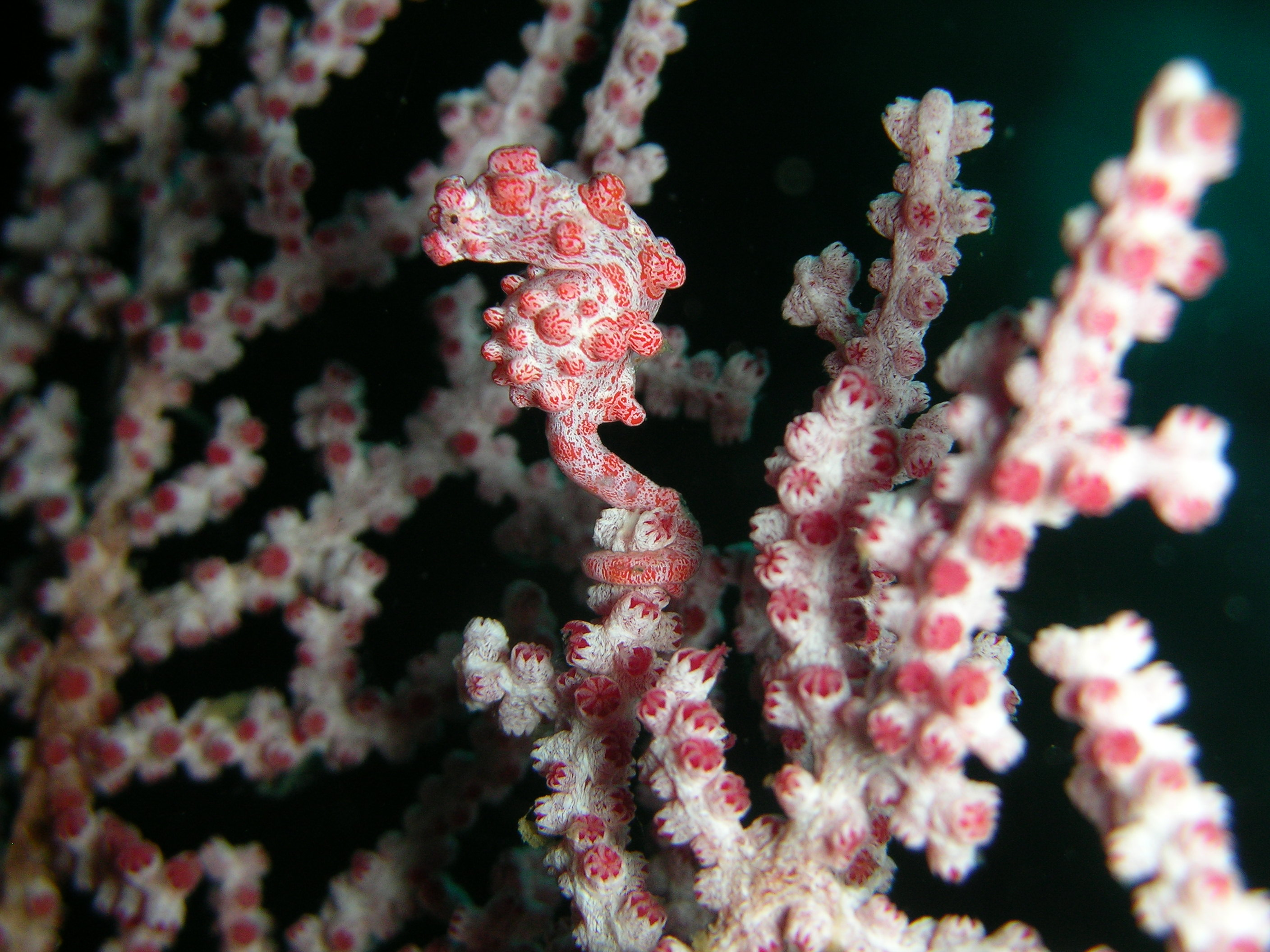

本魚體型非常小，通常小於2（0.79英寸），並且只棲息在海扇上。有兩個已知的顏色變化：灰色與紅色結節（tubercle），和黃色與橙色結節。目前仍不知道這些花色變化與特定棲息的柳珊瑚是否有相關性。由於牠的極佳的偽裝能力，所以一直到宿主柳珊瑚在實驗室研究時才發現牠的存在。科學家相信，其他類似的物種仍然尚未被發現。
豆丁海馬極佳的保護色，讓牠在棲息的柳珊瑚中極難被發現。該物種是在實驗室中研究柳珊瑚時才被發現。身上覆蓋著大的球莖結節，和其棲主物種柳珊瑚的息肉（polyps）的顏色與形狀極為相似，而牠的身體與柳珊瑚的莖幹相似。
雖然存在著可以根據周圍環境改變顏色的其他一些海馬物種，例如（Hippocampus whitei），但目前仍不知道若牠們改變棲主時，個體是否可以改變顏色。豆丁海馬其他獨特的特點包括肉質的頭部和身體，很短的吻，和長度適於抓握的尾巴。牠也是世界上最小的海馬物種之一，體長一般小於2厘米（0.79）。

## 繁殖
成體海馬通常是單一成對或集群成對，單株柳珊瑚上發現豆丁海馬的最高記錄為28隻，可能是一夫一妻制。
海馬全年都有繁殖現象。雌海馬將卵產在雄海馬身體上的育兒囊中。雄海馬使卵受精後抱卵直到孵化為止，妊娠期均約為兩個星期在水下雄海馬曾一胎產下34隻幼體海馬。幼體的外觀就像是縮小版的成體海馬，從孵化後便是獨立成長，沒有獲得父母進一步的照顧。

## 保護
對於豆丁海馬的數量、分佈、或主要的威脅都知之極少。因此，被國際自然保護聯盟列為數據缺乏的紅名單中。由於豆丁海馬罕見且具吸引力的顏色，因此極可能被用於水族寵物交易或收集，雖然目前在國際貿易的物種裡還沒有被記錄。
所有海馬（海馬屬）都列在瀕臨絕種野生動植物國際貿易公約（CITES）附錄二中，于2004年5月生效，限制和規範牠的國際貿易。澳洲的豆丁海馬的數量列於澳大利亞野生動物保護法中，所以現在必須要出口許可證，雖然只授予批准的管理計劃或圈養繁殖的動物。
因為數據的有限，在能適當的評估其狀態並實施相應的保護措施之前，進一步的研究其生物學、生態學、棲息地、豐富度和分佈的需要相當迫切。然而，這個物種的偽裝非常有效，可能使這種調查特別具有挑戰性。